# 보라! 데보라
《보라! 데보라》는 2023년 4월 12일부터 2023년 5월 25일까지 방송되었던 ENA 수목 드라마였다.

## 기획 의도
연애는 전략이 필요하다는 연애코치 데보라와 연애는 진정성이라는 출판 기획자 수혁이 함께 연애서를 만들면서 시작되는 과몰입 유발 로맨스

## 제작진

### 극본
- 아경 : 카카오TV 《이 구역의 미친 X》(집필) 집필

### 연출
- 이태곤 : MBC 일요 아침 드라마 《짝》(공동 연출), MBC 수목 드라마 《12월의 열대야》(연출), MBC 베스트극장 《내 인생의 네비게이터》(연출), MBC 월화 드라마 《변호사들》(연출), MBC 일일 드라마 《사랑은 아무도 못말려》(공동 연출), 영화 《국경의 남쪽》(특별 출연, 라디오 PD 역), MBC 주말 특별 기획 드라마 《내 생애 마지막 스캔들》(연출), SBS 주말 특별 기획 드라마 《그대, 웃어요》(연출), MBC 일요 드라마 극장 《도시락》(연출), JTBC 대하 드라마 《인수대비》(공동 연출), JTBC 월화 드라마 《네 이웃의 아내》(공동 연출), JTBC 금토 드라마 《사랑하는 은동아》(공동 연출), JTBC 금토 드라마 《청춘시대》(공동 연출), JTBC 금토 드라마 《청춘시대 2》(공동 연출), tvN 드라마 스테이지 《인출책》(연출), JTBC 월화 드라마 《검사내전》(연출), 카카오TV 《이 구역의 미친 X》(연출) 연출
- 서민정

## 등장인물

### 주요인물
- 유인나 : 연보라(aka.데보라) 역 - 대한민국 최고의 연애코치, 연애 칼럼리스트이자 베스트셀러 연애서를 쓴 작가. 연애에는 전략이 필요하다는 확고한 연애관으로 많은 이들의 호응을 얻지만, 정작 본인의 연애에는 예상치 못한 난관을 맞는다.
- 윤현민 : 이수혁 역 - 도서출판 진리 부대표이자 출판기획자, 겉으로는 까칠하지만 속은 따뜻한 츤데레로, 연애에는 진정성이 제일 중요하다고 믿는 이상주의자.
- 주상욱 : 한상진 역 - 도서출판 진리 대표, 수혁의 절친한 형으로 어느 자리에서나 분위기를 주도하는 분위기 메이커.
- 황찬성 : 노주완 역 - 치킨 프렌차이즈 오너, 자수성가로 성공하여 인정 받고 싶은 욕구가 크며, 보라와 3년 간 연애중이다.
- 박소진 : 이유정 역 - 라이프스타일 매거진 피쳐 에디터, 보라의 베스트 프렌드.

### 그 외 인물
- 구준회 : 양진호 역
- 김예지 : 연보미 역
- 이상운 : 양진우 역
- 김지안 : 임유리 역
- 송민지 : 서수진 역
- 홍화연 : 방우리 역
- 김미려

## 시청률
최저 시청률과 최고 시청률은 시청률 조사회사와 지역별로 시청률에 차이가 있을 수 있습니다.
| 2023년 | 2023년   | 2023년         | 2023년       | 2023년 |
| 회차   | 방송일   | AGB 시청률     | AGB 시청률   |        |
| 회차   | 방송일   | 대한민국(전국) | 서울(수도권) |        |
| ------ | -------- | -------------- | ------------ | ------ |
| 제1회  | 4월 12일 | 0.665%         | -            |        |
| 제2회  | 4월 13일 | 0.647%         | -            |        |
| 제3회  | 4월 19일 | 0.769%         | -            |        |
| 제4회  | 4월 20일 | 0.846%         | -            |        |
| 제5회  | 4월 26일 | 1.118%         | 1.583%       |        |
| 제6회  | 4월 27일 | 0.946%         | 1.183%       |        |
| 제7회  | 5월 3일  | 0.987%         | 1.399%       |        |
| 제8회  | 5월 4일  | 1.194%         | 1.550%       |        |
| 제9회  | 5월 10일 | 0.687%         | -            |        |
| 제10회 | 5월 11일 | 1.008%         | 1.090%       |        |
| 제11회 | 5월 17일 | 0.748%         | -            |        |
| 제12회 | 5월 18일 | 0.886%         | -            |        |
| 제13회 | 5월 24일 | 0.87%          | 0.897%       |        |
| 제14회 | 5월 25일 | 0.964%         | -            |        |